# Hermanas Van Buren

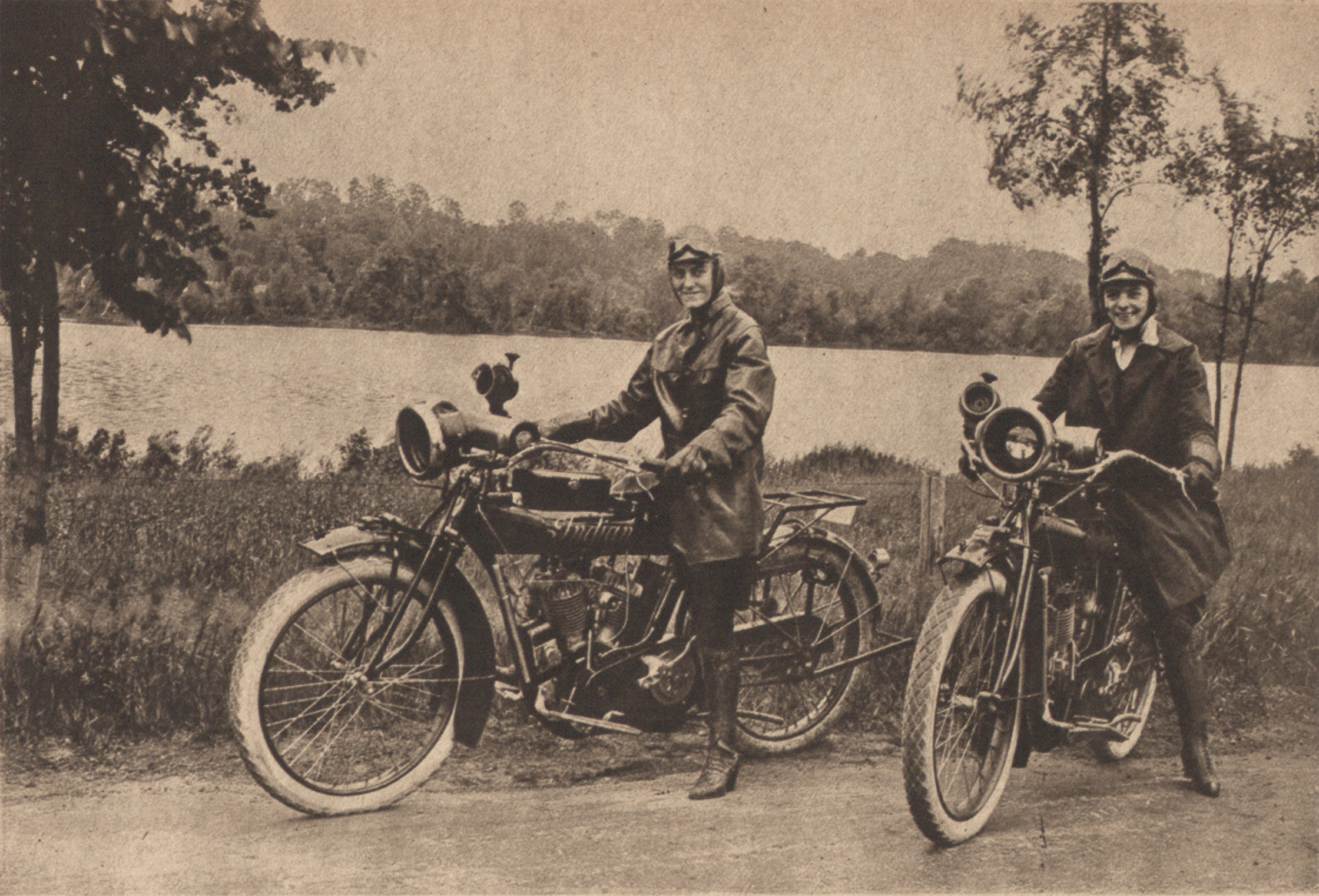
Adeline and Augusta Van Buren

Las hermanas Van Buren Augusta y Adeline Van Buren, fueron dos hermanas que recorrieron más de 8500 kilómetros en 60 días por carreteras peligrosas para cruzar el territorio continental de los Estados Unidos, cada una en su propia motocicleta completándolo el 8 de septiembre de 1916. Al hacerlo, se convirtieron en la segunda y tercera mujer en cruzar los Estados Unidos en motocicletas, siguiendo los pasos de su predecesora Effie Hotchkiss, quien había completado una ruta desde Brooklyn a San Francisco el año anterior con su madre, Avis como pasajera.

## Viaje
Las hermanas eran hijas de Martin Van Buren, octavo presidente de los Estados Unidos. En 1916, Augusta tenía 32 años, y Adeline 27 años, (Gussie y Addie, como se las conocía). Estados Unidos estaba a punto de entrar en la Primera Guerra Mundial, y las hermanas querían probar que las mujeres podían conducir tan bien como los hombres y que podrían servir como despacho militar, liberando hombres para otras tareas. También esperaban eliminar uno de los principales argumentos para negarle a las mujeres el derecho al voto. Para su viaje, se vestían con calzas de estilo militar y pantalones de montar de cuero, un tabú en ese momento. También participaban del "Movimiento de Preparación" (Preparedness Movement) campaña dirigida por Leonard Wood y Theodore Roosevelt para fortalecer al ejército de los Estados Unidos después del estallido de la Primera Guerra Mundial.
Partieron del autódromo de Sheepshead Bay en Brooklyn, Nueva York, el 4 de julio de 1916, con motocicletas Indian Power Plus de 1.000 cc equipadas con faros de gas. Las Indian eran la motocicleta de alta gama en ese momento, se vendían a razón de $ 275 y usaban llantas Firestone "antideslizantes".
Llegaron a Los Ángeles el 8 de septiembre después de tener que lidiar con caminos difíciles, fuertes lluvias y barro, barreras naturales como las Montañas Rocosas, y barreras sociales como la policía local que se ofendió por su elección de ropa masculina. Durante el viaje, fueron detenidas numerosas veces, no por exceso de velocidad, sino por llevar ropa de hombre. En Colorado, se convirtieron en las primeras mujeres en alcanzar la cumbre de Pico Pikes (Pikes Peak) de 4.303 m s. n. m., por cualquier vehículo a motor. Más tarde, se perdieron en el desierto a 160 kilómetros al oeste de Salt Lake City y un buscador de oro las salvó después de que se les acabara el agua. Completaron su viaje cruzando la frontera hacia Tijuana en México.

"Más allá de toda duda, los Van Burens han realizado uno de los viajes más notables jamás realizados, principalmente porque han demostrado que la motocicleta es un vehículo universal". -Paul Derkum, Indian Motorcycle Company

A pesar de tener éxito en su viaje, las solicitudes de las hermanas para ser "despacho militar" fueron rechazadas. Informes en la revista especializadas en motociclismo de la época elogiaron a las motocicletas, pero no a las hermanas y describieron el viaje como unas "vacaciones". Un periódico publicó un artículo degradante en el que acusaba a las hermanas de utilizar el tema del “Movimiento de Preparación” nacional como una excelente excusa para escapar de su papel de amas de casa y "exhibir sus dotes femeninos en elegantes uniformes de color caqui y cuero".

## Vida posterior
Adeline continuó su carrera como educadora y obtuvo su título de abogada en la Universidad de Nueva York. Augusta se convirtió en piloto y se unió a la organización internacional femenina de vuelo Ninety-Nines de Amelia Earhart, que jugó un papel importante en el movimiento por los derechos de las mujeres.

## Memorial
En 1988, sus logros fue celebrado por cuatro mujeres miembros de la Asociación Americana de Motociclistas (AMA) con el "Van Buren Transcon", un esfuerzo de recaudación de fondos para la "Juvenile Diabetes Research Foundation" con el apoyo de Honda, Kawasaki, Suzuki y Yamaha y diseñado para mejorar la percepción pública del motociclismo.
En 2002, las hermanas fueron incluidas en el Salón de la Fama de Motocicletas de AMA y en el Museo de Motocicletas Sturgis y el Salón de la Fama en 2003.
En 2006 Bob Van Buren, sobrino nieto de las hermanas, y su esposa, Rhonda Van Buren, volvieron sobre la ruta tomada por Gussie y Addie en un Harley-Davidson Low Rider desde la ciudad de Nueva York hasta San Francisco. De acuerdo con el deseo de las hermanas de influir en el ejército, el viaje fue una recaudación de fondos para el "Intrepid Fallen Heroes Fund" y se lanzó desde el "Intrepid Sea, Air & Space Museum en Manhattan". Las contribuciones al fondo ayudaron a construir un nuevo hospital de rehabilitación en el Brooke Army Medical Center (BAMC) en San Antonio, Texas.

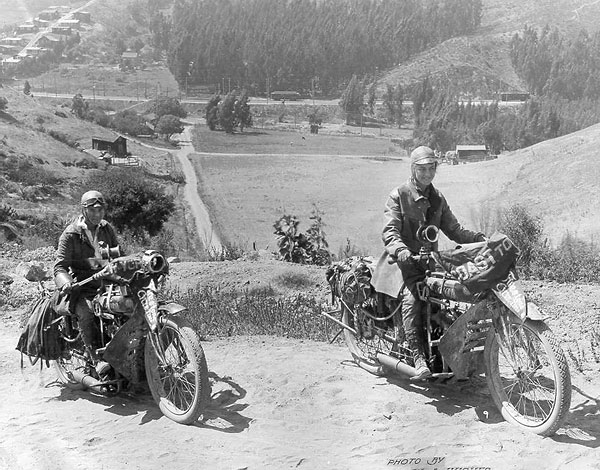
Hermanas Van Buren